# Cinéma fidjien
Les Fidji n'ont commencé à produire leurs propres longs métrages qu'en 2004 et n'en ont produit qu'un seul à ce jour. Pear ta ma 'on maf (gl) (2004) de Vilsoni Hereniko (es) se déroule dans Rotuma et met en vedette l'actrice Sapeta Taito (en) dans son premier rôle, aux côtés de l'actrice néo-zélandaise Rena Owen.
2004 a également été l'année de la production du film Reel Paradise (États-Unis), le film dépeint l'histoire vraie d'un Américain, John Pierson (en), qui monte un cinéma pour montrer gratuitement des films aux Fidji,. Suffer Island (2007), avec Mila Kunis et Peter Stormare, se passe en partie aux Fidji, mais n'est pas un film fait aux Fidji. Bien que les Fidji n'aient jamais produit qu'un seul film, la Commission fidjienne de l'audiovisuel vise à attirer les réalisateurs étrangers et à les inciter à utiliser le pays comme décor. La Commission a déclaré en juillet 2008 qu'elle espérait que les Fidji deviendraient connues sous le nom de "Bulawood", l'Hollywood des mers du Sud.
Les Fidji comptent une importante minorité ethnique indienne et les films bollywoodiens sont populaires auprès des Indo-Fidjiens et des Fidjiens autochtones, certains étant doublés en fidjien.

## Crédit
- (en) Cet article est partiellement ou en totalité issu de l’article de Wikipédia en anglais intitulé « Cinema of Fiji » (voir la liste des auteurs).